# Техническая керамика
Техническая керамика — собирательное название для изделий, характеризующихся повышенной твёрдостью, жаро- и износостойкостью. Такие изделия изготавливаются спеканием оксидов металла, а также глин и других соединений с тугоплавкими свойствами.
Kерамики (греч. Κεραμεικος — гончарное искусство, от keramos — глина), неметаллические материалы и изделия, получают с помощью спекания глин или порошков неорганических веществ. По структуре керамика подразделяется на грубую, которая имеет крупнозернистую неоднородную в изломе структуру (пористость 5-30 %), и тонкую — с однородной мелкозернистой структурой (пористость <5 %). К грубой керамике относят многие строительные керамические материалы, например, лицевой кирпич, к тонкой — фарфор, пьезо- и сегнетокерамики, ферриты, Керметы, некоторые огнеупоры и др., А также фаянс, полуфарфор, майолику. В особую группу выделяют так называемую высокопористую керамику (пористость 30-90 %), в которую обычно относят теплоизоляционные керамические материалы.
Техническая керамика находит широкое применение в различных областях деятельности: металлообработка , приборостроение, энергетика, электротехника, электроника , медицина, экология и т.д. Такой широкий охват обусловлен прекрасными структурными, механическими и тепловыми свойствами материалов.
В химической и производственных сферах использования соответствующих изделий повышают уровень надежности проведенных технологических операций. С экологической же точки зрения речь идет о средстве, применение которого в рамках производства способствует существенному снижению выбросов вредных веществ в атмосферу.

## Типы керамики
В зависимости от химического состава различают оксидную, карбидную, нитридную, силицидную и другие типы керамик. Оксидная керамика характеризуется высоким удельным электрическим сопротивлением (10 −10 Ом см), пределом прочности на сжатие до 5 ГПа, стойкостью в окислительных средах в широком интервале температур; некоторые виды — высокотемпературной сверхпроводимостью (например, иттрий-бариевая керамика, керамика на основе висмута или ртути, пниктогена и др.), а также высокой огнеупорностью .